# 김현겸
김현겸(金賢兼, 2006년 6월 27일~)은 대한민국의 피겨스케이팅 선수이다.